# Моксин, Пётр Васильевич
Пётр Васи́льевич Мо́ксин (14 июня 1920 — 31 марта 1945) — Герой Советского Союза, майор, командир батальона 492-го стрелкового полка 199-й стрелковой дивизии.

## Биография
Моксин Петр Васильевич родился 14 июня 1920 в селе Грабово Пензенского уезда Пензенской губернии (ныне — Бессоновского района Пензенской области) в семье крестьянина. Русский. Окончил техникум советской торговли. В Красной Армии с 1939 года. Окончил Бобруйское военное пехотное училище (ныне Омский танковый инженерный институт).
Воевал с 1941 года. Командир батальона 492-го стрелкового полка (199-я стрелковая дивизия, 49-я армия, 2-й Белорусский фронт) майор Моксин, преследуя противника, 28 марта 1945 вышел к реке Висла в районе города Данциг (Гданьск, Польша) и с ходу форсировал её. 30—31 марта, продвигаясь с боями к морскому побережью, умело организовал уничтожение вражеских дотов штурмовыми группами и обеспечил прорыв сильно укреплённого рубежа обороны противника. Погиб в бою 31 марта 1945 года.
Звание Героя Советского Союза присвоено 29 июня 1945 года посмертно. 
Похоронен в Гданьске.

## Награды
- Медаль «Золотая Звезда» (29.06.1945, посмертно);
- орден Ленина (29.06.1945, посмертно);
- орден Красного Знамени;
- орден Суворова III степени;
- орден Александра Невского.

## Увековечение памяти

Бюст на аллее Героев в Бессоновке

- Бюст Петра Моксина установлен на аллее Героев в селе Бессоновка Бессоновского района Пензенской области.
- В селе Грабово Бессоновского района Пензенской области именем Петра Моксина названа улица.